# Mega (sito web)
MEGA (acronimo ricorsivo di Mega Encrypted Global Access) è un sito web di file hosting e file sharing internazionale, prodotto e sviluppato da Kim Dotcom con l'aiuto di Mathias Ortmann, Bram van der Kolk e Finn Batato, successore del sito Megaupload chiuso nel gennaio 2012, di cui riprende le funzioni, pubblicato il 19 gennaio 2013.
Il dominio del sito è stato registrato in Nuova Zelanda dallo stesso Kim Dotcom, dopo che gli era stata negata la possibilità di registrarlo in Gabon con il nome me.ga.

## Storia
Il 19 gennaio 2013 Kim Dotcom ha fatto sapere tramite Twitter il sovraccarico dei server del sito, dovuto all'enorme affluenza di utenti al lancio e al conseguente traffico dati. Poco tempo dopo il sito ha subito rallentamenti, fino ad andare offline per alcune ore. Dopo circa 6 ore è tornato completamente online e funzionante. Il 7 febbraio 2013 è stato annunciato il nuovo CEO di Mega: Vikram Kumar.
Il 16 luglio 2014 il sito viene oscurato in Italia a causa di un'ordinanza della Procura di Roma per violazione delle norme sul diritto d'autore. Il blocco è a livello DNS, aggirabile cambiando i DNS sul proprio computer o sul proprio router con quelli di Google o di OpenDNS. Il 15 settembre 2014 il blocco viene ritirato dopo il ricorso amministrativo presentato dal sito alle autorità italiane.
Nel mese di luglio nel 2015, Dotcom ha detto di non fidarsi del servizio Mega in una sessione di domande e risposte con il sito web tecnologico Slashdot, afferma che la compagnia ha "sofferto per un furto di un investitore cinese ricercato in Cina per frode" e che il governo neozelandese ha sequestrato le azioni di questo investitore e ora ha il controllo del sito. Dotcom ha incoraggiato i lettori a non usarlo e ha intenzione di creare un concorrente non profit completamente open source. Dotcom ha annunciato sul suo account Twitter che intende rilasciare una dettagliata suddivisione dello stato di Mega. Mega ha risposto che le autorità non si sono opposte o non hanno interferito con nessuna delle operazioni di Mega.

## Caratteristiche
L'idea che differenzia Mega dal suo predecessore Megaupload è la criptazione dei dati caricati dagli utenti attraverso RSA con una chiave personale a 2048 bit, generata dal sistema al momento della creazione dell'account adoperando come seme di casualità i movimenti del mouse e la distanza di tempo tra la pressione dei tasti sulla tastiera (JavaScript, basato su entropia RC4).
La crittografia è end-to-end. I dati caricati vengono crittografati sul dispositivo di caricamento prima di essere inviati su Internet e i dati scaricati vengono decifrati solo dopo che sono arrivati sul dispositivo di destinazione. Le macchine client sono responsabili della generazione, scambio e gestione delle chiavi di crittografia. Viene utilizzato l'algoritmo AES con chiavi a 128 bit, in quanto l'utilizzo di chiavi di dimensioni superiori sarebbe stato solo uno stress per le CPU dei client rispetto al vantaggio di sicurezza che avrebbero potuto apportare. L'integrità e il controllo post-download avviene attraverso una variazione chunked del modo CCM. La crittografia, decrittografia e il generatore di chiavi sono implementati in JavaScript, ciò comporta però alcuni svantaggi: limita il throughput di pochi MB/s e causa un carico significativo sulla CPU. Gli sviluppatori di Mega per questo stanno aspettando con impazienza l'attuazione della proposta delle HTML5 WebCrypto API in tutti i principali browser, che consentirà di eliminare questa limitazione.
L'intera gestione della crittografia di Mega è open source, perciò chiunque può scaricare il codice sorgente e controllare che non siano presenti difetti concettuali, bug e backdoor, contribuendo a rendere sicuro Mega.
Si possono registrare account free e pro. Un account free dispone di 50GB di spazio a tempo limitato e 15 GB di spazio di archiviazione definitivo. Un account pro offre pacchetti a pagamento con sottoscrizione mensile o annuale al mese.
Il sito garantisce un backup dei file caricati su almeno due datacenter nel mondo.
È possibile inviare una richiesta di collaborazione, mettendo a disposizione i propri server, compilando l'apposito modulo. È inoltre specificato che non è possibile che la compagnia lavori con società di hosting con sede negli Stati Uniti, a causa del DMCA.
Sono inoltre disponibili in fase beta alcune API per lo sviluppo di applicazioni interfacciabili con Mega in linguaggio JavaScript.

## Critiche
Secondo alcuni la concentrazione sui problemi legali legati al copyright aveva portato a uno sviluppo della piattaforma con evidenti problemi tecnici:
- Non era consentito il cambio della password (a meno che non si fosse già loggati alla piattaforma) o della chiave di cifratura. Questo significava che se una delle due andasse persa o compromessa, non ci sarebbe stato alcun modo di recuperare i dati. Questo problema non è più presente dando la possibilità di richiedere una reimpostazione della password, confermata via email.
- Erano state mosse critiche sul fatto che il sito potesse riconoscere file doppioni, ma è stato chiarito che il tutto è gestito lato client e non lato server; infatti è possibile specificare nelle impostazioni come comportarsi in presenza di file doppi, ma la verifica e la gestione sono effettuate esclusivamente dal client.

## Record
Attraverso Twitter Kim Dotcom ha fatto sapere che in meno di un'ora dal lancio erano già stati creati 100.000 account. Circa un'ora dopo, sempre attraverso Twitter, è stato annunciato che le registrazioni sono salite a quota 250.000, portando la capacità dei server al limite. Per arrivare poi ad oltre un milione di utenti nel giro di 24 ore. Il primo giorno di attività del sito online ha registrato una quota complessiva di 1.000.000 di utenti. Il 28 marzo 2014 il numero di file caricati sul sito raggiunge il miliardo.